# Mustelus griseus
Mustelus griseus  (лат.) — распространённый вид хрящевых рыб рода обыкновенных куньих акул семейства куньих акул отряда кархаринообразных. Обитает в северо-западной части Тихого океана. Размножается плацентарным живорождением. Максимальная зафиксированная длина 107,9 см (самка). Опасности для человека не представляет. Рацион состоит в основном из ракообразных. Мясо этих акул употребляют в пищу. 

## Таксономия
Впервые вид научно описан в 1908 году. Голотип представляет собой неполовозрелого самца, пойманного в 1905 году .

## Ареал
Mustelus griseus   обитают в северо-западной части Тихого океана на континентальном шельфе у берегов Японии, Кореи, Китая, Тайваня и Вьетнама между 40°с.ш. и 11°с.ш. на глубине не менее 51 м Они заходят в полузакрытые моря с песчаным дном. 

## Описание
У Mustelus griseus  короткая голова и морда, тело довольно стройное. Расстояние от кончика морды до основания грудных плавников составляет от 17% до 21% от общей длины тела. Овальные маленькие глаза вытянуты по горизонтали. По углам довольно длинного рта имеются губные борозды. Длина рта превышает длину глаз и составляет около 2,5—3,7% о длины тела. Короткие, тупые, асимметричные зубы оснащены центральным остриём, дополнительные зубцы имеются только у очень молодых акул. Переднюю половину глотки и дна полости рта покрывают щёчно-глоточные зубчики, что является характерной особенностью этих акул. Расстояние между спинными плавниками составляет 18—22% от длины тела.  Грудные плавники среднего размера, длина переднего края составляет 12—14%, а заднего края 7,4—12% от общей длины соответственно. Длина переднего края брюшных плавников составляет 8,3—11% от общей длины тела. Высота анального плавника равна 2,7—3,4% от общей длины. Первый спинной плавник имеет слегка серповидную форму, он больше второго спинного плавника. Его основание расположено перед основанием брюшных плавников. Основание второго спинного плавника находится перед основанием анального плавника. Анальный плавник меньше обоих спинных плавников.  У края верхней лопасти хвостового плавника имеется вентральная выемка. Окрас ровного серого или серо-коричневого цвета без отметин.  Максимальный зафиксированный размер самок составляет 107,9 см, а самцов 91,2.

## Биология
Половая зрелость у самцов наступает при достижении длины около 68—76 см, п у самок 70—75 см. Этот вид размножается плацентарным живорождением, эмбрион также питается желтком. В помёте от 2 до 20 новорожденных. Спаривание происходит в июле, беременность длится около 10 месяцев, в японских водах новорожденные длиной 28—30 см появляются на свет в апреле и мае. Рацион состоит в основном из ракообразных.

## Взаимодействие с человеком
Не представляет опасности для человека. Мясо очень ценится. Эти акулы являются объектом промышленной добычи. У берегов Китая, Тайваня и Японии эти акулы регулярно ловятся в качестве прилова тралами, ярусами и жаберными сетями. Данных для оценки статуса сохранности данного вида недостаточно.